# Наєл Робертс
Наєл Робертс (22 квітня 1991) — гаянський плавець.
Учасник Олімпійських Ігор 2008, 2012 років.